# Roman Skoczyński
Roman Tomasz Skoczyński (ur. 21 grudnia 1876 w Bukowsku, zm. 22 lipca 1932 w Sanoku) – polski żołnierz, urzędnik pocztowy, działacz ludowy, radny miasta Sanoka.

## Życiorys
Roman Tomasz Skoczyński urodził się 21 grudnia 1876 w Bukowsku. Był synem Jana Skoczyńskiego (w Bukowsku zastępca c. k. Prokuratorii Państwa do pełnienia funkcji oskarżyciela publicznego dla przestępstw w okręgu Sądu Obwodowego w Sanoku) i Teresy z domu Błonarowicz (zm. 1920 w wieku 78 lat jako wdowa).
W cesarsko-królewskiej Obronie Krajowej został mianowany na stopień kadeta nieaktywnego z dniem 1 stycznia 1902, a około 1909 został awansowany na stopień chorążego (Fähnrich) ze starszeństwem z dniem 1 stycznia 1902. W tym czasie od około 1902 do 1911 pozostawał w grupie nieaktywnych żołnierzy 34 Pułku Piechoty k.k. Landwehry z Jarosławia. W 1908 otrzymał austriacki Krzyż Jubileuszowy dla Cywilnych Funkcjonariuszów Państwowych.
Na przełomie XIX/XX wieku pełniąc stanowisko naczelnika poczty został działaczem Stronnictwa Ludowego. Na początku XX wieku był c. k. starszym oficjałem pocztowym. Pełniąc stanowisko poczmistrza w podsanockich Olchowcach, po osobiście przeprowadzonej kontroli (rewizji) przez komisarza dyrekcji pocztowej ze Lwowa, w kwietniu 1914 został zawieszony w urzędowaniu. Był członkiem sanockiego gniazda Polskiego Towarzystwa Gimnastycznego „Sokół” (1906). W 1908 został wybrany członkiem wydziału.
Brał udział w I wojnie światowej. U schyłku wojny od 1 listopada 1918 działał w Sanoku na rzecz odzyskania niepodległości państwa i przejmowania miasta lokalnie w ręce polskie; jako były oficer armii austriackiej w stopniu podporucznika pełnił funkcję zastępcy komendanta placu. Po odzyskaniu przez Polskę niepodległości pod koniec 1918 został wybrany do Rady Miasta Sanoka jako działacz ludowy. U zarania II Rzeczypospolitej współpracował z dr. Janem Rajchlem na rzecz Polskiego Stronnictwa Ludowego „Piast”, które zwyciężyło w Sanoku podczas pierwszych po odzyskaniu niepodległości wolnych wyborów parlamentarnych 26 stycznia 1919. Obaj byli redaktorami pisma „Sanoczanin” (dwa numery na przełomie lutego i marca 1919), a potem pisma pod nazwą „Ziemia Sanocka” od 1919 do 1921 (Rajchel był redaktorem naczelnym tego pisma do numeru 26 z 7 września 1919, po czym zastąpił go Roman Skoczyński jako redaktor odpowiedzialny od numeru 27 z 12 października 1919 oraz jako wydawca). Działając w piśmie obaj prowadzili akcje agitacyjne wspierające kandydatów PSL „Piast”.

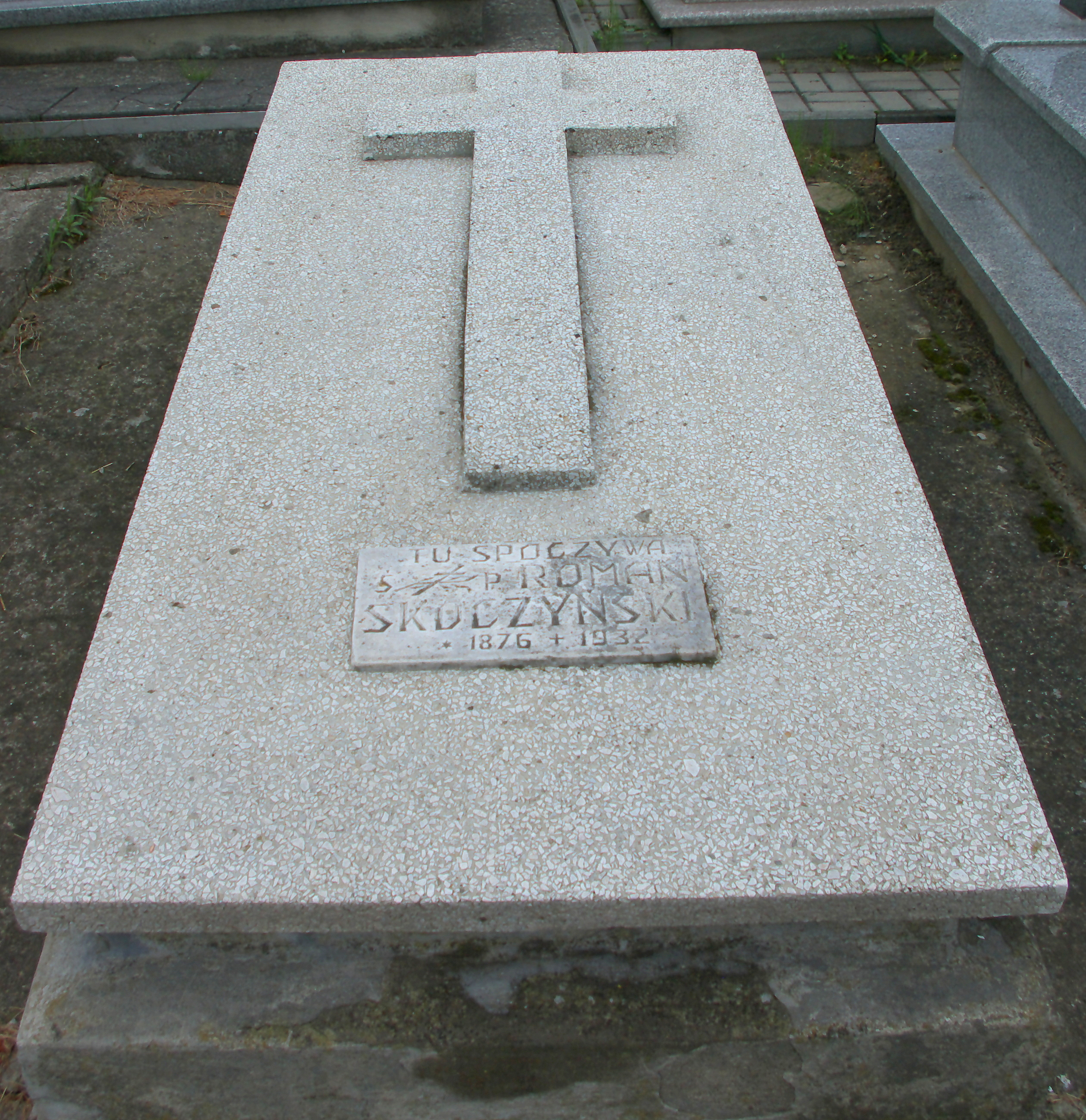
Nagrobek Romana Skoczyńskiego

W 1919 i w latach 20. był przewodniczącym zarządu powiatowego Związku Inwalidów Wojennych RP w Sanoku. Jako inwalida wojenny otrzymał od władz koncesję na prowadzenie trafiki w Dukli oraz kina w Sanoku, które od 1919 działało pod nazwą „Uciecha” na piętrze budynku Ramerówka (przy ówczesnej ulicy 3 Maja). W 1920 był inicjatorem skierowania delegacji Sanoka do Warszawy celem działań do pierwotnie planowanego utworzenia województwa sanockiego (ostatecznie Sanok nie został stolicą województwa). Uchwałą Rady Miejskiej z 21 sierpnia 1919 został uznany przynależnym do gminy Sanok. W pierwszej poł. lat 20. był radnym miejskim w Sanoku, wybrany także w wyborach w 1924. W 1924 przystąpił do Stronnictwa Chłopskiego i organizował wiece polityczne w kinie „Uciecha”. W latach 30. pozostawał radnym miejskim w Sanoku, zasiadając w kole IV. W późniejszym czasie przeszedł do ugrupowania BBWR.
W 1930 wziął udział w konkursie publicystycznym zorganizowanym przez FIDAC w Paryżu na temat „Jak zapewnić pokój światowy?”, a jego praca była jedną z dwudziestu autorów z Polski, które zostały zakwalifikowane do ściślejszego etapu (łącznie było 212 zgłoszeń z Polski). Planem Romana Skoczyńskiego było wybudowanie nowej siedziby kina przy ulicy Henryka Sienkiewicza w Sanoku (naprzeciw siedziby starostwa powiatowego, obecna lokalizacja oddziału PGNiG), jednakże zamiary zniweczyła jego śmierć.
Zarządzeniem prezydenta RP Ignacego Mościckiego z 16 marca 1937 został odznaczony Medalem Niepodległości za pracę w dziele odzyskania niepodległości.
Po raz pierwszy był żonaty od 1905 z Marią Pocałuń z Nowotańca, po której przed 1912 został wdowcem (w tym czasie zamieszkiwał w Olchowcach). Miał z nią syna Jerzego Mieczysława (1906–1940, oficer Wojska Polskiego, ofiara zbrodni katyńskiej) oraz córkę Marię Danutę (ur. 1908). 20 stycznia 1912 ożenił się powtórnie, zawierając związek małżeński z Anielą Teresą z domu Kalita (ur. 1893 w Radomyślu, zamieszkała w Posadzie Olchowskiej), z którą miał córki Janinę (ur. 1912, po mężu Noworyta), Bogusławę (ur. ok. 1914). Po 1918 zamieszkiwał z rodziną przy ul. ulicy Bartosza Głowackiego w Sanoku. Zmarł 22 lipca 1932 w Sanoku. Został pochowany na cmentarzu przy ul. Rymanowskiej w Sanoku 27 lipca 1932.